# Bülach-Regensberg-Bahn
| |                                                        |                                           |                                           |
| Streckennummer (BAV): | 760 (ZH Oerlikon–Bülach) 761 (Oberglatt–Dielsdorf)     |                                           |                                           |
| Fahrplanfeld: | 760                                                    |                                           |                                           |
| Streckenlänge: | Oerlikon–Bülach: 15,54 km Oberglatt–Dielsdorf: 4,35 km |                                           |                                           |
| Spurweite: | 1435 mm (Normalspur)                                   |                                           |                                           |
| Stromsystem: | 15 kV 16,7 Hz ~                                        |                                           |                                           |
| Maximale Neigung: | Oerlikon–Bülach: 9 ‰ Oberglatt–Dielsdorf: 7 ‰          |                                           |                                           |
| |                                                        |                                           |                                           |
| Oerlikon–Bülach Stand 2005 |                                                        |                                           |                                           |
| \| \| \| SBB-Strecken von Zürich HB \| \| \| \| 4.72 \| Zürich Oerlikon \| 442 m ü. M. \| \| \| \| SBB-Strecke nach Wallisellen \| \| \| \| \| SBB-Strecke nach Wettingen (nach Seebach) \| \| \| \| \| Glatttalstrasse 92 m / 74 m \| \| \| \| \| SBB-Flughafenstrecke (Zürich) \| \| \| \| \| Oberhauserried 561 m (von Seebach) \| \| \| \| 6.17 \| Opfikon Süd \| 440 m ü. M. \| \| \| \| \| \| \| \| 6.75 \| Opfikon Süd \| 433 m ü. M. \| \| \| \| SBB-Strecke nach Kloten \| \| \| \| 7.25 \| Glattbrugg \| 431 m ü. M. \| \| \| 8.49 \| Rümlang Tanklager \| 430 m ü. M. \| \| \| 10.54 \| Rümlang \| 430 m ü. M. \| \| \| 13.11 \| Oberglatt \| 430 m ü. M. \| \| \| \| \| \| \| \| \| SBB-Strecke von Wettingen \| \| \| \| 15.07 \| Niederhasli \| 422 m ü. M. \| \| \| 15.26 \| Niederglatt ZH \| 424 m ü. M. \| \| \| 17.46 \| Dielsdorf \| 429 m ü. M. \| \| \| \| SBB-Wehntalbahn nach Niederweningen \| \| \| \| \| SBB-Strecke von Winterthur \| \| \| \| 20.27 \| Bülach Keilbahnhof \| 428 m ü. M. \| \| \| \| SBB nach Schaffhausen und nach Koblenz \| \| |                                                        |                                           |                                           |
| Strecke |                                                        | SBB-Strecken von Zürich HB                | SBB-Strecken von Zürich HB                |
| Bahnhof | 4.72                                                   | Zürich Oerlikon                           | 442 m ü. M.                               |
| Strecke quer · Abzweig geradeaus und nach rechts |                                                        | SBB-Strecke nach Wallisellen              | SBB-Strecke nach Wallisellen              |
| Strecke von links · Abzweig geradeaus, nach links und nach rechts |                                                        | SBB-Strecke nach Wettingen (nach Seebach) | SBB-Strecke nach Wettingen (nach Seebach) |
| Brücke · Brücke |                                                        | Glatttalstrasse 92 m / 74 m               | Glatttalstrasse 92 m / 74 m               |
| Abzweig geradeaus und nach rechts · Strecke |                                                        | SBB-Flughafenstrecke (Zürich)             | SBB-Flughafenstrecke (Zürich)             |
| Abzweig geradeaus und von links · Kreuzung geradeaus unten |                                                        | Oberhauserried 561 m (von Seebach)        | Oberhauserried 561 m (von Seebach)        |
| Dienststation / Betriebs- oder Güterbahnhof · Strecke | 6.17                                                   | Opfikon Süd                               | 440 m ü. M.                               |
| Abzweig geradeaus und nach links · Abzweig geradeaus und von rechts |                                                        |                                           |                                           |
| Strecke · Dienststation / Betriebs- oder Güterbahnhof | 6.75                                                   | Opfikon Süd                               | 433 m ü. M.                               |
| Strecke nach rechts · Strecke |                                                        | SBB-Strecke nach Kloten                   | SBB-Strecke nach Kloten                   |
| Bahnhof | 7.25                                                   | Glattbrugg                                | 431 m ü. M.                               |
| Dienststation / Betriebs- oder Güterbahnhof | 8.49                                                   | Rümlang Tanklager                         | 430 m ü. M.                               |
| Bahnhof | 10.54                                                  | Rümlang                                   | 430 m ü. M.                               |
| Bahnhof | 13.11                                                  | Oberglatt                                 | 430 m ü. M.                               |
| Strecke von links · Abzweig geradeaus und nach rechts |                                                        |                                           |                                           |
| Abzweig geradeaus und ehemals von links · Kreuzung geradeaus unten (Querstrecke außer Betrieb) |                                                        | SBB-Strecke von Wettingen                 | SBB-Strecke von Wettingen                 |
| Strecke · Haltepunkt / Haltestelle | 15.07                                                  | Niederhasli                               | 422 m ü. M.                               |
| Bahnhof · Strecke | 15.26                                                  | Niederglatt ZH                            | 424 m ü. M.                               |
| Strecke · Bahnhof | 17.46                                                  | Dielsdorf                                 | 429 m ü. M.                               |
| Strecke · Strecke nach links |                                                        | SBB-Wehntalbahn nach Niederweningen       | SBB-Wehntalbahn nach Niederweningen       |
| Abzweig geradeaus und von rechts |                                                        | SBB-Strecke von Winterthur                | SBB-Strecke von Winterthur                |
| Bahnhof | 20.27                                                  | Bülach Keilbahnhof                        | 428 m ü. M.                               |
| Strecke |                                                        | SBB nach Schaffhausen und nach Koblenz    | SBB nach Schaffhausen und nach Koblenz    |

Die Bülach-Regensberg-Bahn (BR) (auch Gabeleisenbahn wegen ihrer Y-Form, oder Herdöpfelbahn wegen ihres hauptsächlichen Transportgutes, der Kartoffel, genannt) ist eine ehemalige Eisenbahngesellschaft in der Schweiz. Sie wurde am 1. Januar 1877 von der Schweizerischen Nordostbahn (NOB) übernommen.
Die BR eröffnete am 1. Mai 1865 ihre rund 16 km lange Hauptstrecke Oerlikon–Oberglatt–Bülach und die gut 4 km lange Zweigstrecke Oberglatt–Dielsdorf, Teil der später ausgebauten Wehntalbahn.

## Geschichte

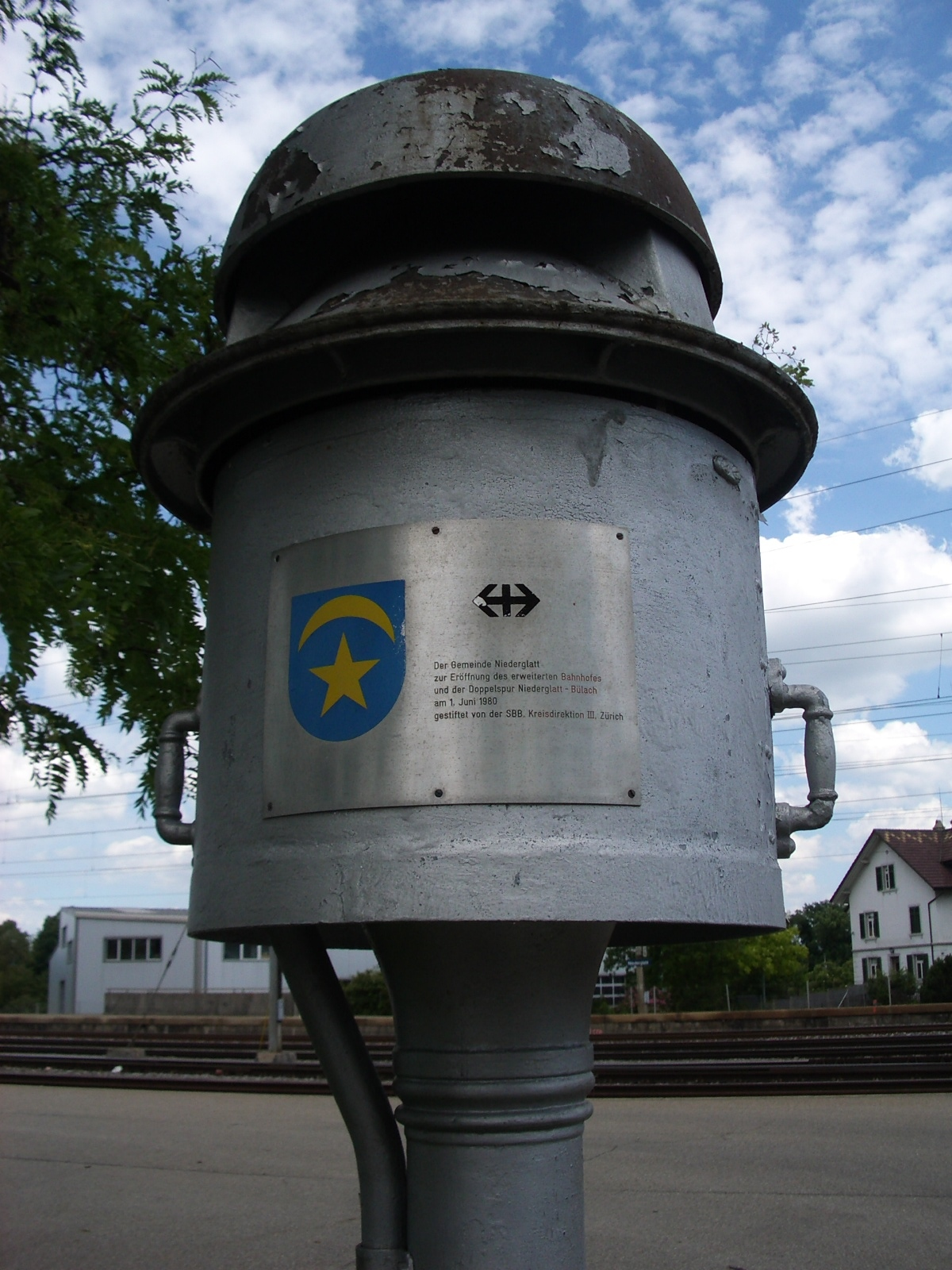
SBB-Doppelspur Niederglatt-Bülach ab 1980

Im Jahre 1860 bildeten sich in den beiden Bezirken Bülach und Regensberg je ein Komitee, welche sich für den Anschluss ihrer Gebiete mit Oerlikon bei Zürich einsetzten. Die Komitees nahmen auch Kontakt mit der Nordostbahn (NOB) und mit dem Kanton auf, um ihre Wünsche in die Tat umzusetzen. In der Anfangsphase zog man sogar noch in Erwägung, die kürzere Zweigstrecke von Oberglatt nach Dielsdorf mit Pferden zu betreiben, während die Strecke Oberglatt bis Bülach mit einer Dampfbahn bewältigt werden sollte. Wegen des grösseren Zeitgewinnes entschied man sich schliesslich, auch den Zweig nach Dielsdorf als Dampfbahn zu bauen.
Am 1. Juli 1863 erteilte der Zürcher Grosse Rat die Konzession für den Bau der Y-förmigen Strecke von Bülach respektive Dielsdorf über Oberglatt nach Oerlikon und stimmte dem Bauvertrag zu. Die Kosten für den Bau der Bahn wurden zu gleichen Teilen je durch den Kanton Zürich, die Gemeinden und die Nordostbahn getragen. An den Vorbereitungsarbeiten war der Schöfflisdorfer Bauingenieur Andreas Rudolf Harlacher beteiligt, der sich später als Hydrologe und Rektor an der Deutschen Universität Prag einen Namen machte.
Im Frühling 1864 begannen die Bauarbeiten, welche in fünf Lose aufgeteilt waren. Wegen Insolvenz und Streitigkeiten mit den Bauunternehmen musste der Bau zeitweise eingestellt werden. Um die Fertigstellung gemäss Konzession auf Mai 1865 sicherzustellen, griff die NOB ein und vergab die Bauarbeiten am Unterbau im Akkord weiter.
In Dielsdorf und Bülach erstellte man je eine kleine Lokomotivremise, während Bülach zusätzlich eine Drehscheibe mit dazugehörender Entleerungsgrube erhielt. Die ganze einspurige Strecke wies nur wenige Kunstbauten auf.
Am 30. April 1865 wurden die Strecken festlich eröffnet. Ein Festzug fuhr zuerst von Oerlikon direkt nach Bülach, danach zurück nach Oberglatt und mit einer Spitzkehre nach Dielsdorf.
Am 1. Mai 1865 nahm die Gesellschaft den Betrieb offiziell auf. Ab Dielsdorf und Bülach verkehrten täglich drei Zugpaare von und nach Zürich sowie von Dielsdorf nach Bülach und umgekehrt. An Sonntagen verkehrten zusätzliche Züge von Bülach über Oberglatt nach Dielsdorf und von Dielsdorf über Oberglatt nach Zürich. Rund  86 % der Reisenden benützte die 3. Klasse und rund 14 % die 2. Klasse.
Auf den 1. Januar 1877 ging die BR samt ihren Strecken an die Nordostbahn über.

## Rollmaterial
- 4 Zwei-Achsige Tenderlokomotiven von Krauss
- 12 Personenwagen
- 30 Güterwagen

Die Personenwagen stammten von der ehemaligen Schweizerischen Nordbahn.

## Bahnstrecke Oerlikon–Bülach
Die Bahnstrecke Oerlikon–Bülach ist Teil der Verbindung Zürich–Bülach–Eglisau–Schaffhausen, weshalb sie lokal neben «Bülacherlinie» auch als «Schaffhauserlinie» bezeichnet wird. Sie dient auch dem internationalen Verkehr mit Deutschland und wird von Güter- und Personenzügen aus dem Raum Zürich in die Region Stuttgart benutzt. Der Regionalverkehr ist seit dem 27. Mai 1990 in die S-Bahn Zürich eingebunden.

### Geschichte
In Bülach stand der erste Bahnhof der Strecke nach Oerlikon auf dem Grundstück des heutigen Schulhauses Lindenhof⊙. Er wurde erst mit der Eröffnung der NOB-Strecke Winterthur–Koblenz am 1. August 1876 an den heutigen Standort verlegt. Das nicht mehr benötigte provisorische Holzempfangsgebäude des ersten Bahnhofs wurde ab 1877 in Otelfingen weiterverwendet, wo es heute noch steht⊙. Es wird vermutet, dass der Architekt des Provisoriums kein Geringerer als Jakob Friedrich Wanner, damals Architekt der Nordostbahn, war.
Am 1. Juni 1897 eröffnete die NOB-Strecke Eglisau–Neuhausen den Betrieb, sodass die letzte Lücke in der Verbindung Zürich–Schaffhausen geschlossen werden konnte. Mit der Verstaatlichung der Bahnen am 1. Januar 1902 wurde die NOB Teil der Schweizerischen Bundesbahnen (SBB).

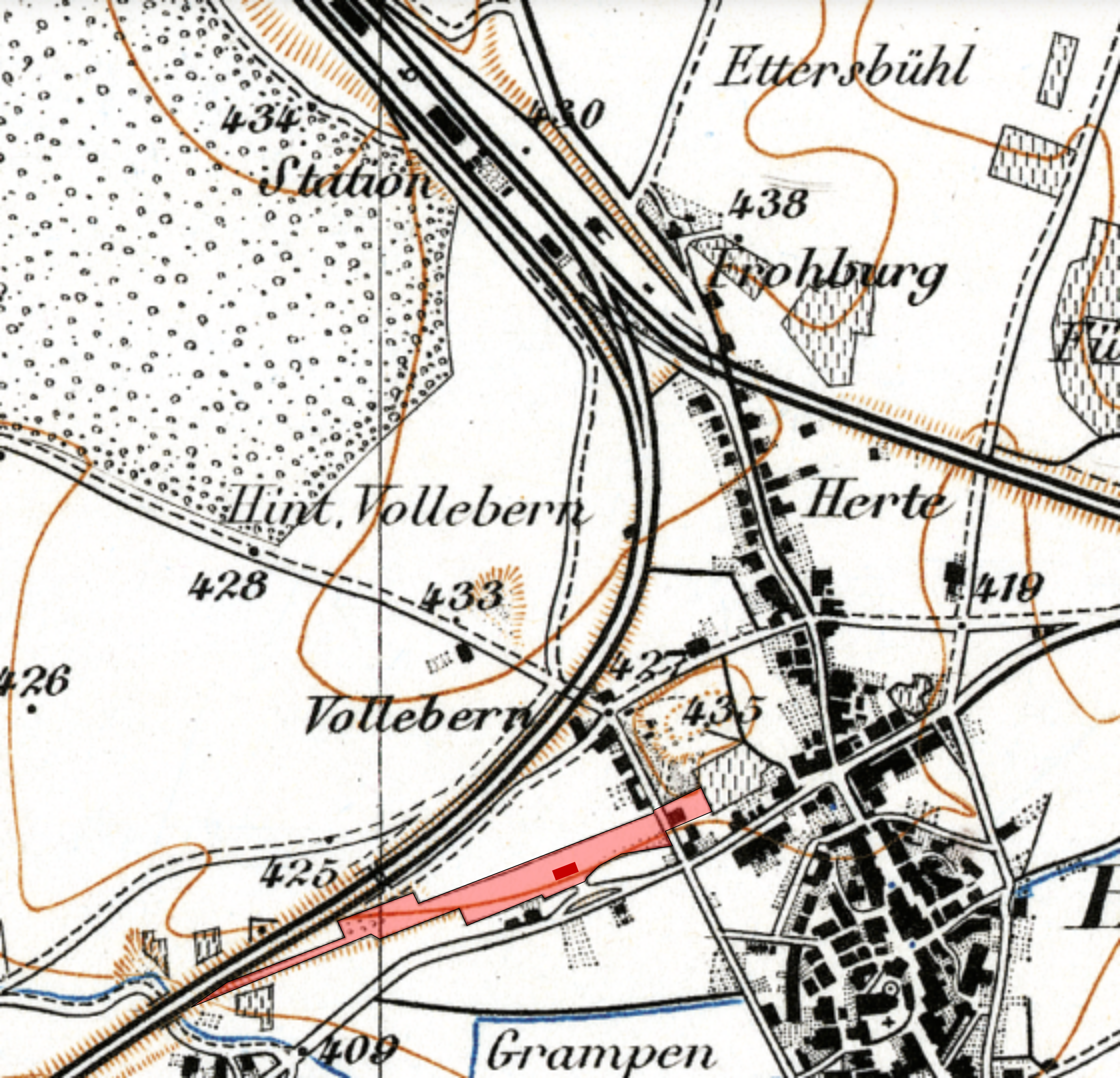
Lage des ersten Bahnhofs in Bülach (rot markiert). Siegfriedkarte von 1881
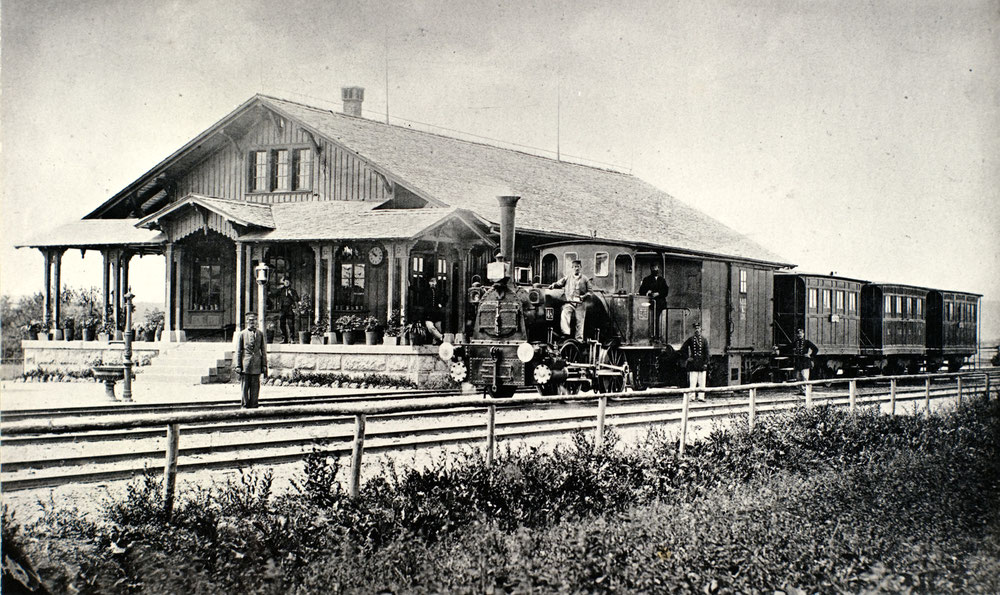
Erster Bahnhof Bülach. Der Zug besteht aus Wagen der ehemaligen Schweizerische Nordbahn («Spanisch-Brötli-Bahn»)
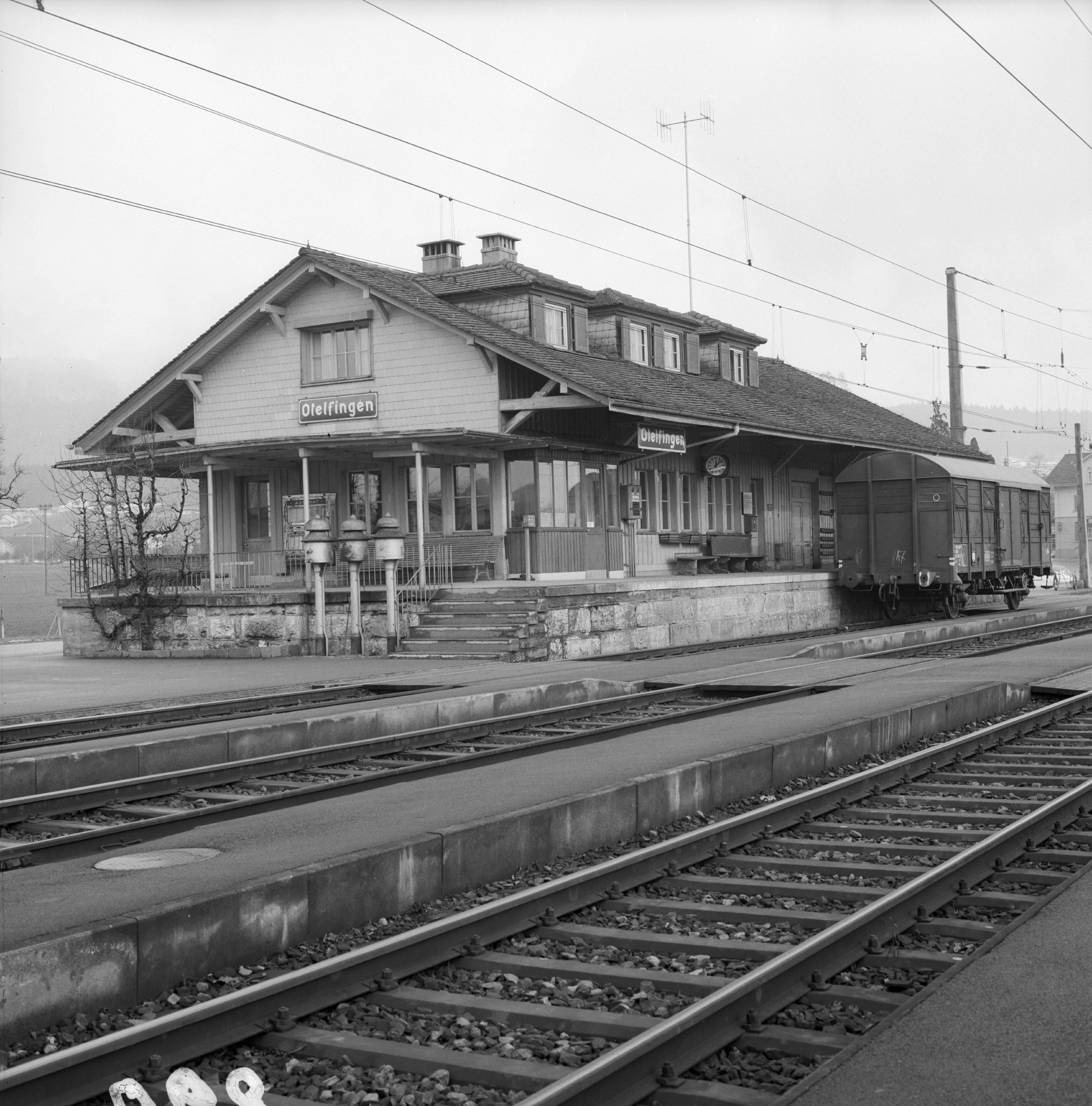
Erhaltener erster Bahnhof von Bülach in Otelfingen

Im Zuge der Elektrifikation des SBB-Netzes wurde die Strecke Zürich–Schaffhausen mit Fahrleitung für 15 kV 16⅔ Hz Wechselstrom versehen. Der elektrische Betrieb wurde am 15. Dezember 1928 aufgenommen.
Der Ausbau auf Doppelspur erfolgte in fünf Teilabschnitten: die Doppelspur Oerlikon–Glattbrugg wurde am 30. September 1979 in Betrieb genommen, die Doppelspur Niederglatt–Bülach folgte am 1. Juni 1980. Danach folgte die Doppelspur Oberglatt–Niederglatt am 25. September 1983, der Abschnitt Glattbrugg–Rümlang am 28. August 1984 und schliesslich am 3. April 1985 die Inbetriebnahme der Doppelspur Rümlang–Oberglatt; seither ist die Strecke durchgehend doppelspurig.

### Ausbau Oberhauserriet
Die ersten beiden Bahnstrecken im Oberhauserriet waren die einspurige Strecke Oerlikon–Glattbrugg der Bülach-Regensberg-Bahn von 1865 und die Strecke Kloten–Seebach der Schweizerischen Nationalbahn (SNB). Die Strecken hatten keine Verbindung zueinander. Das Gleis von Kloten wurde mit einer Brücke über die Strecke der Bülach-Regensberg-Bahn geführt und folgte dem heute von den Zügen Bülach–Zürich benutzten Gleis, die Nationalbahn verlief auf dem heute von der Flughafenlinie benutzten Trassee.
Nach dem Konkurs der Nationalbahn wurde 1881 deren Strecke von der NOB mit einer Abzweigung im Schärenmoos an den Bahnhof Oerlikon angeschlossen. Die SBB bauten 1909 eine Verbindungskurve Oerlikon–Seebach, sodass Züge aus Zürich direkt in Richtung Regensdorf fahren konnten. Die Verbindung von Schärenmoos in Richtung Seebach, die alte Nationalbahnstrecke war von 1909 bis 1939 stillgelegt, wurde dann aber wieder reaktiviert.
Im Zusammenhang mit der Elektrifizierung wurde zwischen den Gleisen der Klotenerlinie und der Schaffhauserlinie ein Unterwerk gebaut, das Strom aus der Übertragungsleitung von Brugg in die Fahrleitung einspeiste. Der Bahnstrom stammte damals noch hauptsächlich aus den SBB-eigenen Kraftwerken Amsteg und Ritom. 1932 wurde das Unterwerk durch einen Bahnstromumformer ergänzt, der 50 Hz-Strom in 16⅔ Hz-Bahnstrom umwandelte und direkt in die Fahrleitung einspeiste. Die Anlage hatte eine Leistung von 5 MW.
Mitte der 1970er-Jahre wurde ein grosser Umbau der Bahnanlagen im Oberhauserriet notwendig, der sich auf das zweieinhalb Kilometer lange Gebiet zwischen Oerlikon und Opfikon erstreckte. Sie dienten der Einführung der Flughafenlinie in den Bahnhof Oerlikon und der Anbindung des Rangierbahnhofs Limmattal an die Strecke nach Schaffhausen.
Das Unterwerk Seebach wurde mit zwei Umformern von je 62 MW ausgebaut. Um dieses herum angeordnet wurden sechs Streckengleise. Westlich des Unterwerks verläuft die Doppelspur Oerlikon–Glattbrugg, östlich die Doppelspur Oerlikon–Opfikon–Ried mit getrennt geführten Gleisen und die neue doppelspurige Flughafenlinie. Ein siebtes Gleis wurde für Güterzüge als Teil der Zufahrt zum Rangierbahnhof Limmattal erstellt und ersetzte die ehemalige Verbindungskurve Seebach–Schärenmoos. Die Güterzüge von Schaffhausen verlassen ihre Stammgleise bereits nach dem Bahnhof Glattbrugg und gelangen bei der Dienststation Ried auf das Gütergleis, ebenso die Güterzüge aus dem Raum Winterthur, die über die alte Klotenerlinie geführt werden. Sie überqueren dann mit einem Überwerfungsbauwerk die beiden Streckengleise der Schaffhauserlinie und gelangen in den Bahnhof Seebach. Dieselbe Überwerfung wird auch von den Zügen aus dem westlichen Teil des Bahnhofs Oerlikon genutzt, die in Richtung Winterthur verkehren. Sie können auf diese Weise kreuzungsfrei die Streckengleise der Schaffhauserlinie überqueren. Die alte Klotenerlinie wurde in Opfikon in Tieflage verlegt und mit einer Haltestelle versehen. Dadurch wurden mehrere Niveauübergänge beseitigt, ebenso wurde die Überwerfung am Ausgang des Bahnhofs Glattbrugg nicht mehr benötigt und zurückgebaut. Die neu erstellten Gleisanlagen im Oberhauserriet wurden am 30. September 1979 in Betrieb genommen, die Flughafenstrecke folgte am 1. Juni 1980. Bereits Ende Juni ging der für 20 Mio. Franken sanierte Bahnhof Glattbrugg in Betrieb, der mit einem neuen Empfangsgebäude in Sichtbeton versehen wurde.

## Bahnstrecke Oberglatt–Dielsdorf
Der Streckenast von Oberglatt nach Dielsdorf wurde am 12. August 1891 unter der NOB als Teil der sogenannten Wehntalbahn bis nach Niederweningen verlängert. Als vorletzte Strecke der SBB mit kommerziellem Personenverkehr wurde die Wehntalbahn elektrifiziert und der elektrische Betrieb am 28. Mai 1960 aufgenommen. In den 1980er Jahren wurden die meisten Nebengleise entfernt, seither können Zugbegegnungen auf der eingleisigen Strecke nur noch in Dielsdorf erfolgen. Die Strecke wird vom Regionalverkehr bedient, auf ihr fahren seit dem 27. Mai 1990 ausschliesslich Züge der S-Bahn Zürich.